# Pedro Juan Caballero
Pour les articles homonymes, voir Caballero.
Pedro Juan Caballero est une ville du Paraguay, elle est la capitale du département d'Amambay. Sa population est d'environ 65 000 habitants. La ville se trouve à la frontière avec l'État brésilien du Mato Grosso do Sul et elle est connue pour le faible prix de l'alcool, des biens de consommation, mais également comme place tournante du trafic de drogue.
La ville porte le nom de Pedro Juan Caballero, figure de l'indépendance paraguayenne.